# Communauté urbaine de Maroua
La communauté urbaine de Maroua est une collectivité publique décentralisée placée sous l'autorité du maire de la ville qui gère, sous tutelle de l'État camerounais, les affaires locales en vue du développement économique, social et culturel de ses populations. La communauté urbaine de Maroua est constituée de trois arrondissements correspondant à autant de communes.

## Historique
La communauté urbaine de Maroua est créée par le décret N° 2008/017 du 17 janvier 2008, succédant à la commune urbaine à régime spécial de Maroua, créée elle en 1996. La mutation de la commune urbaine à la communauté urbaine tire son origine à la suite de la promulgation de la loi n°74-23 du 5 décembre 1974 portant sur l'organisation communale qui fait des communes, des collectivités publiques décentralisées sur l'ensemble du territoire national camerounais.

## Territoire
En 1995, elle s'étend sur une superficie de 3692 ha (contre 2750 en 1987).

### communes d'arrondissement
La communauté urbaine de Maroua est constituée des 3 communes d'arrondissement.
| Commune d’Arrondissement | Chef-lieu | Maire (2020-2025) | Localisation de la mairie |
| ------------------------ | --------- | ----------------- | ------------------------- |
| Maroua I                 | Domayo    | Hamadou Hamidou   | Domayo                    |
| Maroua II                | Doualaré  | Abdoulaye Sinele  | Doualaré                  |
| Maroua III               | Douggoi   | Hamidou Sadou     | Douggoi                   |

## Administration

### Compétence
- Urbanisme et aménagement urbain[5]
- Équipements et infrastructures d'intérêt communautaire
- Entretien de la voirie principale et signalisation
- Éclairage public et approvisionnement en eau potable
- Circulation et transport
- Parkings publics et parcs de stationnement
- Abattoirs municipaux
- Marchés et foires
- Musées municipaux
- Parcs et jardins
- Cimetières
- Exécution des mesures foncières et domaniales du permis de construction
- Dénomination des rues, places et édifices publics
- Hygiène et salubrité